# Paul Rotha

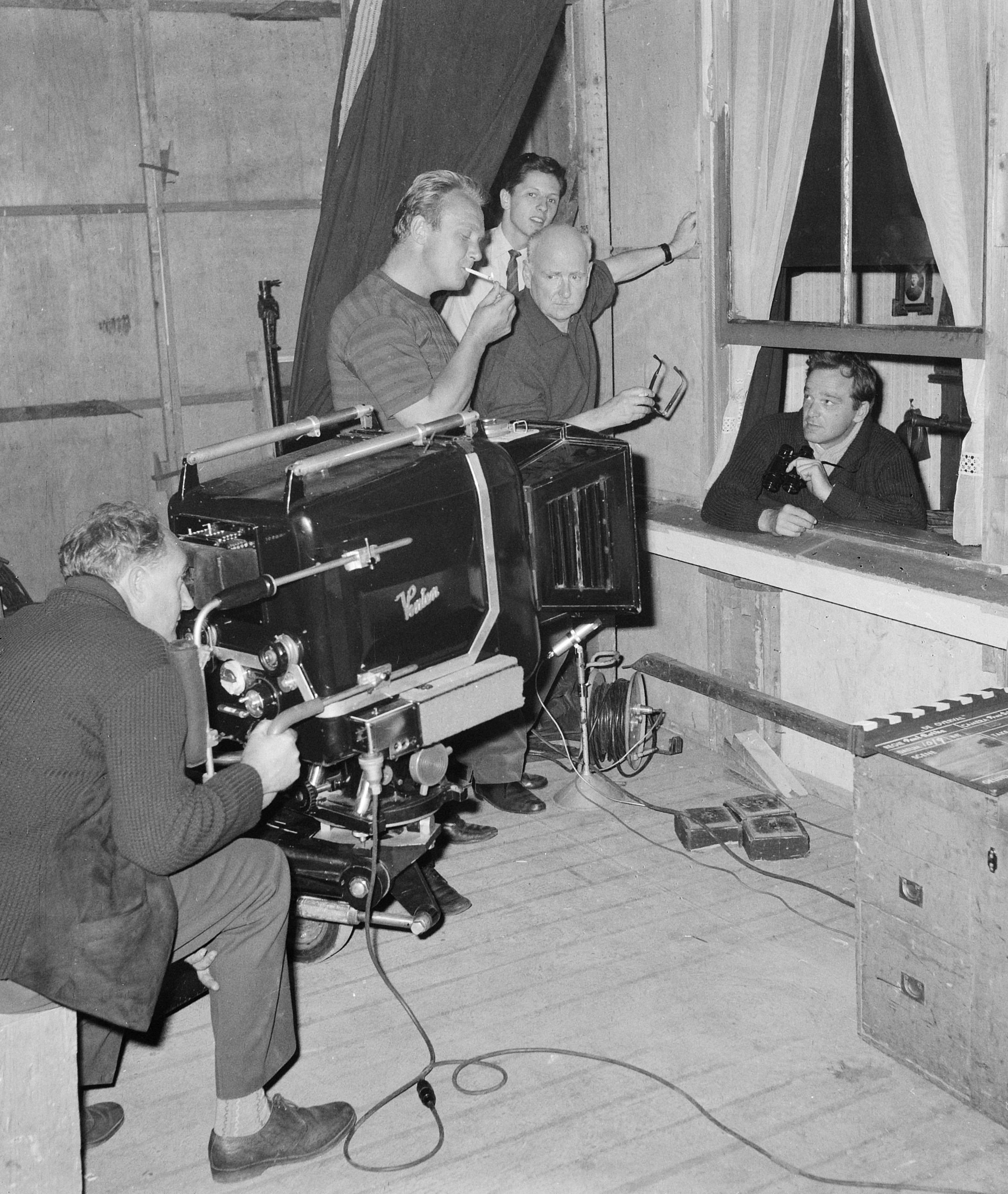
Paul Rotha (2e van rechts) in 1962

Paul Rotha (geboren als Paul Thompson) (Londen, 3 juni 1907 – Wallingford, 7 maart 1984) was een Engelse filmdocumentairemaker, filmhistoricus en recensent. Hij werd opgeleid aan de Highgate School. Paul Rotha trouwde in 1974 met Constance Smith.
Rotha werkte nauw samen met John Grierson. Wolfgang Suschitzky was een van zijn leermeesters. Hij regisseerde de documentaires The World Is Rich (1947) en Cradle of Genius (1961), beide werden genomineerd voor een Academy Award. In Nederland regisseerde hij de film De Overval in 1962.